# Cruz y Raya
Cruz y Raya fue un dúo cómico español, integrado por José Mota y Juan Muñoz desde el año 1987 hasta 2007.

## Trayectoria profesional

### Inicios
Juan y José se conocieron en 1985 haciendo el servicio militar en Zaragoza. Tras la mili montaron en Madrid 60 personajes en busca de humor, espectáculo basado en la imitación de muchos famosos. A partir de este primer espectáculo se hicieron populares en las salas de fiestas de la capital. Convertidos en figuras del humor independiente, les llegó el turno en la radio: El banquillo (Luis del Olmo) o La Bisagra (Javier Sardá).
Lo cierto es que Cruz y Raya comenzó como un trío. Durante su estancia en la radio, un tercer miembro se ocupaba de proporcionar la música para las imitaciones de índole musical.

### Primeras incursiones en televisión
Su debut televisivo se produjo en la Televisión de Galicia, haciendo un programa los domingos titulado Viva o domingo. Ese espacio les sirvió como plataforma de lanzamiento a la televisión de ámbito nacional.
Se hicieron famosos dentro de Antena 3 Radio, dentro del programa "Viva la gente Divertida" que conducía José Antonio Plaza. Hugo Stuven les dio la oportunidad de debutar en televisión con una sección semanal de humor en la primera temporada del programa de variedades Pero... ¿esto qué es? (TVE), entre 1989 y 1990. Después hicieron algunos especiales para la Primera. En 1990 aparecen en Telecinco, en el programa Tutti Frutti donde estuvieron hasta a mediados de 1991. Durante esa etapa, doblaron escenas del programa Takeshi's Castle, que posteriormente tendría un formato aparte que se llamaría Humor Amarillo.
En 1990 intentan su primera y única incursión en el mundo del cine (como dúo) de la mano del director Luis María Delgado en una película llamada Ni se te ocurra..., que pasó sin pena ni gloria por las salas españolas.
1993 viene a ser el año del cambio. Por un lado obtuvieron su primer programa propio, Abierto en vacaciones, y por el otro presentaron las campanadas y la gala de fin de año, cubriendo junto a Los Morancos el hueco dejado por los habituales Martes y Trece en esa fecha.
Además de la técnica humorística, su acogida masiva respondía también a la parodia que no se ensaña con el parodiado. Este estilo sarcástico no ofensivo nunca hirió la sensibilidad de los espectadores. Para algunos, Cruz y Raya fueron maestros en el arte de ridiculizar sin humillar, con la única finalidad del entretenimiento.
En el ámbito del doblaje destacan las voces proporcionadas la saga Shrek de Dreamworks. Juan Muñoz le dotaba de su voz a Shrek y José Mota le proporcionaba la voz a Asno.

### Separación
El 5 de noviembre de 2007 comunican su disolución como dúo, habiendo dividido su productora Smile Producciones en dos. Se dieron mutuo permiso para experimentar con proyectos por separado. El último programa en el que aparecen juntos colaborando como dúo es del día 31 de diciembre de 2006, en el especial Cruz y Raya de Nochevieja de La1 de TVE. Desde entonces se han vuelto a juntar para algunos sketches de los especiales de fin de año de La 1 de TVE, para doblar la película de animación Shrek 4: felices para siempre (2010) o para el programa de José Mota El acabose, el 12 de mayo de 2017 en TVE. Hoy en día no tienen contacto, como afirmaba Juan Muñoz en una entrevista concedida a la revista Semana.
- Tras separarse solo han coincidido profesionalmente para algunos sketches de los especiales de fin de año de La 1 de TVE y para el doblaje de todas las películas, cortometrajes, series, etcétera de Shrek (franquicia):
  - Shrek: Juan Muñoz
  - Asno: José Mota

## Trabajos

### Programas propios en televisión
- 1993 Abierto por vacaciones.
- 1995 Estamos de vuelta.
- 1996 Estamos de vuelta (Dos).
- 1998 Este no es el programa de los viernes.
- 1999-2000 Estamos en directo.
- 2000-2004 Cruz y Raya.com. 64 episodios divididos en cuatro temporadas. La cuarta temporada se emitió entre el 10 de octubre de 2003 y el domingo 11 de abril de 2004, cuando despidieron la cuarta temporada con un especial de tomas falsas y sketches de la misma.
- 2004-2007 Juan y José.show. Comenzó el 8 de octubre de 2004, con la intención de dar un mayor empuje a los sketches con personajes propios que a las parodias de famosos, con intención de representar la sociedad del momento. "Queremos representar la realidad social desde la distancia", declaraban al diario ABC en el estreno de la temporada. Comenzaron con una dura competencia contra Homo Zapping, el programa de sketches de Antena 3, pero se impusieron como líderes indiscutibles de los viernes. La fama que les precedía les seguía conociendo como Cruz y Raya, por lo que el programa empezó a llamarse también Cruz y Raya.Show. Tal fue el éxito del programa que TVE repuso el programa para la noche de los lunes, después de Splunge, un programa de humor con un formato parecido. La segunda temporada empezó el 28 de octubre de 2005, siendo los líderes de las noches de los viernes hasta el 3 de marzo de 2006. Al acabar la temporada, Juan Muñoz y parte del equipo rodaron la película El Ekipo Já.[3] La tercera temporada se retomó el 13 de octubre de 2006 para terminar el miércoles 17 de enero de 2007.

| Capítulo          | Fecha de emisión                | Invitado                                  | Espectadores | Cuota |
| ----------------- | ------------------------------- | ----------------------------------------- | ------------ | ----- |
| PRIMERA TEMPORADA |                                 |                                           |              |       |
| 1                 | Viernes 8 de octubre de 2004    | Rafael Amargo                             | 3.865.000    | 25'4% |
| 2                 | Viernes 15 de octubre de 2004   | Sergio Dalma                              | 3.777.000    | 23'2% |
| 3                 | Viernes 22 de octubre de 2004   | Florentino Fernández                      | 4.152.000    | 26'2% |
| 4                 | Viernes 29 de octubre de 2004   | Josema Yuste                              | 4.612.000    | 28'9% |
| 5                 | Viernes 5 de noviembre de 2004  | Antonio Canales                           | 4.644.000    | 27'3% |
| 6                 | Viernes 12 de noviembre de 2004 | José Mercé                                | 4.647.000    | 27'7% |
| 7                 | Viernes 19 de noviembre de 2004 | Miguel Rellán                             | 4.154.000    | 24%   |
| 8                 | Viernes 26 de noviembre de 2004 | Santi Rodríguez                           | 4.327.000    | 25'5% |
| 9                 | Viernes 3 de diciembre de 2004  | Andy y Lucas                              | 4.768.000    | 28'2% |
| 10                | Viernes 10 de diciembre de 2004 | Melendi                                   | 4.942.000    | 27'9% |
| 11                | Viernes 17 de diciembre de 2004 | Rosa López                                | 4.271.000    | 26'1% |
| -                 | Viernes 31 de diciembre de 2004 | Érase una vez... 2004                     | 4.327.000    | 36,6% |
| 12                | Viernes 7 de enero de 2005      | Javier Gurruchaga                         | 4.348.000    | 25'5% |
| 13                | Viernes 14 de enero de 2005     | Ángel de Andrés                           | 4.470.000    | 25'2% |
| 14                | Viernes 21 de enero de 2005     | Juan Valderrama                           | 4.863.000    | 27'6% |
| 15                | Viernes 28 de enero de 2005     | Mojinos Escozíos                          | 5.079.000    | 27'4% |
| 16                | Viernes 4 de febrero de 2005    | Lolita Flores                             | 4.874.000    | 28'5% |
| 17                | Viernes 11 de febrero de 2005   | Carlos Iglesias                           | 4.433.000    | 25'4% |
| 18                | Viernes 18 de febrero de 2005   | David DeMaría                             | 4.608.000    | 26'4% |
| -                 | Viernes 25 de febrero de 2005   | Recopilación de sketchs                   | 4.654.000    | 27%   |
| -                 | Viernes 4 de marzo de 2005      | Recopilación de sketchs                   | 4.648.000    | 27'2% |
| -                 | Viernes 18 de marzo de 2005     | Recopilación de sketchs                   | 4.119.000    | 26'4% |
| -                 | Lunes 21 de marzo de 2005       | Tomas falsas                              | 4.043.000    | 22'4% |
| SEGUNDA TEMPORADA |                                 |                                           |              |       |
| 1                 | Viernes 28 de octubre de 2005   | Santiago Segura                           | 4.156.000    | 25'6% |
| 2                 | Viernes 4 de noviembre de 2005  | El Canto del Loco                         | 4.022.000    | 24%   |
| 3                 | Viernes 11 de noviembre de 2005 | Thalía                                    | 4.012.000    | 23'7% |
| 4                 | Viernes 18 de noviembre de 2005 | Las Supremas de Móstoles                  | 4.082.000    | 24'5% |
| 5                 | Viernes 25 de noviembre de 2005 | Carlos Baute                              | 3.949.000    | 23'3% |
| 6                 | Viernes 2 de diciembre de 2005  | El Arrebato                               | 4.345.000    | 25'6% |
| 7                 | Viernes 9 de diciembre de 2005  | Las Niñas                                 | 3.800.000    | 23'8% |
| 8                 | Viernes 16 de diciembre de 2005 | Mojinos Escozíos                          | 3.747.000    | 23'1% |
| 9                 | Viernes 23 de diciembre de 2005 | Estopa                                    | 3.465.000    | 21'5% |
| -                 | Sábado 31 de diciembre de 2005  | 2005... Repaso al futuro                  | 3.813.000    | 31'9% |
| 10                | Viernes 6 de enero de 2006      | Chayanne                                  | 4.007.000    | 25%   |
| 11                | Viernes 13 de enero de 2006     | Coti                                      | 4.336.000    | 24,5% |
| 12                | Viernes 20 de enero de 2006     | Andy y Lucas                              | 4.053.000    | 23'9% |
| 13                | Viernes 27 de enero de 2006     | Sergio Rivero                             | 4.586.000    | 25'4% |
| 14                | Viernes 3 de febrero de 2006    | Miguel Ángel Muñoz                        | 3.794.000    | 22'3% |
| 15                | Viernes 10 de febrero de 2006   | Josema Yuste                              | 4.314.000    | 25'5% |
| 16                | Viernes 17 de febrero de 2006   | Carlos Latre                              | 4.074.000    | 23'6% |
| 17                | Viernes 24 de febrero de 2006   | Soraya Arnelas                            | 3.855.000    | 22'2% |
| 18                | Viernes 3 de marzo de 2006      | Chenoa                                    | 4.219.000    | 24'6% |
| -                 | Viernes 10 de marzo de 2006     | Recopilatorio de sketchs                  | 4.104.000    | 24'5% |
| -                 | Viernes 17 de marzo de 2006     | Recopilatorio de sketchs                  | 3.959.000    | 23'3% |
| -                 | Viernes 24 de marzo de 2006     | Tomas falsas                              | 3.778.000    | 22'5% |
| TERCERA TEMPORADA |                                 |                                           |              |       |
| 1                 | Viernes 13 de octubre de 2006   | Andreu Buenafuente                        | 3.795.000    | 25'6% |
| 2                 | Viernes 20 de octubre de 2006   | Paulina Rubio                             | 3.288.000    | 19'8% |
| 3                 | Viernes 27 de octubre de 2006   | Edurne                                    | 3.446.000    | 22'7% |
| 4                 | Viernes 3 de noviembre de 2006  | Antonio Carmona                           | 3.639.000    | 22'2% |
| 5                 | Viernes 10 de noviembre de 2006 | Malú                                      | 3.269.000    | 20'5% |
| 6                 | Viernes 17 de noviembre de 2006 | Alejandro Sanz                            | 3.324.000    | 19'8% |
| 7                 | Viernes 24 de noviembre de 2006 | David Bisbal                              | 3.544.000    | 21'3% |
| 8                 | Viernes 1 de diciembre de 2006  | Ricky Martin                              | 3.265.000    | 19'6% |
| 9                 | Viernes 8 de diciembre de 2006  | Antonio Orozco                            | 3.103.000    | 20'5% |
| 10                | Viernes 15 de diciembre de 2006 | Antonio Caña                              | 3.489.000    | 21'7% |
| 11                | Viernes 22 de diciembre de 2006 | Protagonistas del musical Los Productores | 3.029.000    | 19'6% |
| -                 | Domingo 31 de diciembre de 2006 | 2006: Perdiendo el juicio                 | 4.294.000    | 38.6% |
| 12                | Miércoles 10 de enero de 2007   | Rosa López                                | 3.639.000    | 19,1% |
| 13                | Miércoles 17 de enero de 2007   | Silvia Gambino y Sylvia Pantoja           | 2.982.000    | 16%   |

### Secciones en otros programas de televisión
- 1989-1990 Pero ¿esto qué es?
- 1989 ¿Pero qué estamos haciendo?
- 1990 Tutti Frutti
- 1992 Hola Rafaella
- 1992 Colón pirata
- 1993 No smoking
- 1994 Tebelevisión
- 1994 Vaya tele
- 1994 Aquí hemos venido a lo que hemos venido

### Especiales de Nochevieja

#### Galas musicales de fin de año
- 1993 Este año, Cruz y Raya... ¡Seguro!

#### Programas especiales de humor en Nochevieja
- 1999 En efecto 2000
- 2000 2001, aunque sea en el espacio. 5.664.000 espectadores.
- 2001 La verbena de la peseta
- 2002 Al 2003... si hay que ir se va
- 2003 Regreso al 2004. El día del fin del año
- 2004 Érase una vez... 2004
- 2005 2005... Repaso al futuro
- 2006 2006... Perdiendo el Juicio: Operación maletín

### Radio
- 1990-1991 La bisagra
- El banquillo
- Viva la gente divertida

### Películas
- 1990 Ni se te ocurra...

### Doblaje
- 2001: Shrek como Shrek (Mike Myers) (Juan) y Asno (Eddie Murphy) (José)
- 2004: Shrek 2 como Shrek (Mike Myers) (Juan) y Asno (Eddie Murphy) (José)
- 2007: Shrek tercero como Shrek (Mike Myers) (Juan) y Asno (Eddie Murphy) (José)
- 2010: Shrek felices para siempre como Shrek (Mike Myers) (Juan) y Asno (Eddie Murphy) (José)
- 1998: Mulan (José Mota) como Mushu (Eddie Murphy)
- 2000: 102 dálmatas (José Mota) como Bocazas (Eric Idle)
- 2001: Monstruos, S.A. (José Mota) como Michael "Mike" Wazowski (Billy Crystal)
- 2008: Hellboy 2: El Ejército Dorado (José Mota) como Abraham "Abe" Sapiens (Doug Jones)
- 2013: Monstruos University (José Mota) como Michael "Mike" Wazowski (Billy Crystal)
- 2016: The Angry Birds Movie (José Mota) como Chuck (Josh Gad)

### Otros
- 1991 Cruz y Raya en Concierto sentido del humor